# Scheuerhof (kanton Esch-sur-Alzette)
Scheuerhof (lb. Scheierhaff) – mała miejscowość (lieu-dit) w południowym Luksemburgu, w kantonie Esch-sur-Alzette, w gminie Sanem. Do 3 października 2015 miejscowość leżała w dystrykcie Luksemburg. 